# Sagefald
Sagefald var i renæssancen og under enevælden danske godsejeres ret og pligt til at rejse sag mod deres fæstebønder, hvis disse havde overtrådt loven, og som en modydelse herfor retten til at opkræve de bøder, som skyldige måtte blive idømte; dog skulle bøder over 40 mark betales til kongen.